# Erika (Kirsche)
Erika ist eine zu den Herzkirschen gehörende dunkle Sorte der Süßkirschen. Sie ist eine der Hauptsorten im Erwerbsanbau.

## Herkunft
Erika wurde 1954 von der Obstbauversuchsanstalt Jork aus den Sorten Rube und Stechmanns Bunte herausgezüchtet und 1976 in den Handel gebracht.

## Frucht
Die Frucht ist mittelgroß und gleichmäßig herzförmig. Die Haut ist halbreif rot und in der Vollreife dunkelrot, fast schwarz. Das mittelfeste, saftige Fruchtfleisch ist sehr schmackhaft und aromatisch, mit einem ausgeprägten Kirscharoma. Der Saft ist sehr dunkel. Der Stein ist klein. Der Stiel ist mittellang, kräftig. Sie hat eine sehr hohe Platzfestigkeit und reift in der 3. bis 4. Kirschwoche.

## Baum
Die Sorte ist selbststeril und braucht einen Befruchtungspartner. Geeignet sind Annabella, Kassins Frühe Herzkirsche, Alma, Bianca und Schneiders späte Knorpelkirsche. 'Erika' ist eine regelmäßig tragende Sorte, die auch für Nutzgärten geeignet ist.